# Упакування квадратів
Упакування квадратів — це задача пакування, ціллю якої є визначення кількости конгруентних квадратів, які можна впакувати у якусь більшу форму, зачасту квадрат або круг.

## У квадрат
Упакування квадратів в квадрат — це задача визначення максимальної кількости одиничних квадратів (квадратів з довжиною сторін 1), які можна впакувати усередині більшого квадрата з довжиною сторін {\displaystyle a}. Якщо {\displaystyle a} є цілим числом, рішення — це {\displaystyle a^{2}}, але точна, або навіть асимптотна, кількість незаповнених пропусків для довільного нецілого числа {\displaystyle a} є відкритим питанням.
Найменше значення {\displaystyle a}, яке дозволяє упакування {\displaystyle n} одиничних квадратів відоме, якщо {\displaystyle n} є ідеальним квадратом (в цьому випадку воно дорівнюватиме {\displaystyle {\sqrt {n}}}), а також для {\displaystyle n={}}2, 3, 5, 6, 7, 8, 10, 13, 14, 15, 24, 34, 35, 46, 47 і 48. Для більшости з цих чисел (окрім лише 5 та 10), упаковка - натуральна, з вирівняними по осям квадратами і {\displaystyle a} — {\displaystyle \lceil {\sqrt {n}}\,\rceil }, де {\displaystyle \lceil \,\ \rceil } — це функція ceiling (округлення вгору).
На малюнку показані оптимальні упакування для квадратів з довжиною 5 і 10, дві найменші кількості квадратів, для яких оптимальне пакування включає нахилені квадрати.
Найменший невирішений випадок — це {\displaystyle n=11}. Відомо, що 11 одиничних квадратів неможливо упакувати в квадрат з довжиною сторін, меншою {\displaystyle \textstyle 2+2{\sqrt {4/5}}\approx 3.789}. В порівнянні, найщільніше відоме упакування 11 квадратів є всередині квадрата з довжиною сторін, що приблизно дорівнює 3.877084, яку знайшов Волтер Трамп.
Найменший випадок, де найкраще відоме упакування включає квадрати, нахилені під трьома різними кутами — це {\displaystyle n=17}. Він був виявлений у 1998 Джоном Бідвелом, студентом бакалаврату в University of Hawaiʻi, і має довжину сторін {\displaystyle a\approx 4.6756}.
Нижче показані мінімальні рішення для значень до {\displaystyle n=12}; випадок {\displaystyle n=11} залишається невирішеним:
| Кількість одиничних квадратів {\displaystyle n} | Мінімальна довжина сторін {\displaystyle a} великого квадрата | Мінімальна довжина сторін {\displaystyle a} великого квадрата |
| ----------------------------------------------- | ------------------------------------------------------------- | ------------------------------------------------------------- |
| 1                                               | 1                                                             | 1                                                             |
| 2                                               | 2                                                             | 2                                                             |
| 3                                               | 2                                                             | 2                                                             |
| 4                                               | 2                                                             | 2                                                             |
| 5                                               | 2.707…                                                        | {\displaystyle 2+{\frac {\sqrt {2}}{2}}}                      |
| 6                                               | 3                                                             | 3                                                             |
| 7                                               | 3                                                             | 3                                                             |
| 8                                               | 3                                                             | 3                                                             |
| 9                                               | 3                                                             | 3                                                             |
| 10                                              | 3.707…                                                        | {\displaystyle 3+{\frac {\sqrt {2}}{2}}}                      |
| 11                                              | 3.877… ?                                                      | 3.877… ?                                                      |
| 12                                              | 4                                                             | 4                                                             |

### Асимптотичні результати

Обрізана шахівниця, оптимальне упакування для n^{2} − 2 квадратів

Для більших значень довжини сторін {\displaystyle a}, точне число одиничних квадратів, які можна упакувати в квадрат {\displaystyle a\times a} залишається невідомим.
Упакувати сітку одиничних квадратів {\displaystyle \lfloor a\rfloor \!\times \!\lfloor a\rfloor }, вирівняних по осі завжди можливо,
але це може залишити більшу область, приблизно {\displaystyle 2a(a-\lfloor a\rfloor )}, непокриту та витрачену.
Натомість, Пал Ердеш і Рональд Грем показали, що для різного пакування за нахиленими одиничними квадратами, марно витрачений простір можна суттєво зменшити до {\displaystyle o(a^{7/11})} (тут написано у нотації маленького o).
Згодом, Грем і Фан Чун більше зменшили марно витрачений простір до {\displaystyle O(a^{3/5})}.
Однак, як довели Клаус Рот і Боб Воган, усі рішення мають марто витратити принаймні {\displaystyle \Omega {\bigl (}a^{1/2}(a-\lfloor a\rfloor ){\bigr )}} простору. Зокрема, коли {\displaystyle a} — це напівціле число, марно витрачений простір є щонайменше пропорційним його квадратному кореню. Точна асимптотична швидкість зростання марно витраченого простору, навіть для напівцілих довжин сторін, залишається відкритою проблемою.
Деякі кількості одиничних квадратів ніколи не є оптимальними кількостями у пакуванні. Зокрема,
якщо квадрат розміру {\displaystyle a\times a} дозволяє упакування {\displaystyle n^{2}-2} одиничних квадратів, тоді повинно бути так, що {\displaystyle a\geq n}
і що упакування з {\displaystyle n^{2}} одиничних квадратів також можливе.

## У коло
Упакування квадратів у коло — це пов’язана проблема упакування n одиничних квадратів у коло з найменшим можливим радіусом. Для цієї проблеми, гарні рішення відомі для значень n до 35. Ось мінімальні відомі рішення для n до {\displaystyle n=12} (хоча лише випадки {\displaystyle n=1} і {\displaystyle n=2} відомі як оптимальні):
| Кількість квадратів | Радіус кола                                           |
| ------------------- | ----------------------------------------------------- |
| 1                   | {\displaystyle {\sqrt {2}}/2\approx 0.707\ldots }     |
| 2                   | {\displaystyle {\sqrt {5}}/2\approx 1.118\ldots }     |
| 3                   | {\displaystyle 5{\sqrt {17}}/16\approx 1.288\ldots }  |
| 4                   | {\displaystyle {\sqrt {2}}\approx 1.414\ldots }       |
| 5                   | {\displaystyle {\sqrt {10}}/2\approx 1.581\ldots }    |
| 6                   | 1.688…                                                |
| 7                   | {\displaystyle {\sqrt {13}}/2\approx 1.802\ldots }    |
| 8                   | 1.978…                                                |
| 9                   | {\displaystyle {\sqrt {1105}}/16\approx 2.077\ldots } |
| 10                  | {\displaystyle 3{\sqrt {2}}/2\approx 2.121\ldots }    |
| 11                  | 2.214…                                                |
| 12                  | {\displaystyle {\sqrt {5}}\approx 2.236\ldots }       |

## В інші форми
Упакування квадратів в інші форми має високу обчислювальну складність: тестування чи певне число одиничних квадратів паралельних по осі можуть поміститися у певний многокутник є NP-повним. Воно залишається NP-повним навіть для простого многокутника (без отворів), який є ортогонально опуклим, зі сторонами паралельними до осей, і з напівцілими координатами вершин.